# スルピリン
スルピリン（Sulpyrine，Metamizole，Dipyrone (USAN) ）は、鎮痛薬、鎮痙薬、解熱薬であり、抗炎症薬でもある。一般的な投与方法は、経口または注射である。日本では皮下注射または筋肉内注射で用いられる。アンピロンスルホン酸系の医薬品である。いわゆるピリン系薬剤の一つである。
無顆粒球症などの有害事象が発生する可能性があるため、一部の国では禁止されているが、薬局で購入できる国もある。あるメーカーの調査では、治療開始後1週間以内の無顆粒球症のリスクは、ジクロフェナクの100万分の5.92に対して、僅か100万分の1.1とされている。
1922年に特許が取得され、ドイツで初めて医療用に使用された。長年に亘り、多くの国で市販されていたが、重篤な副作用のために撤退した。日本での商品名はメチロンとして、長年処方され続けたが、2020年3月に薬価収載終了となった。後発医薬品は使用可能である。日本では処方箋が必要な注射薬として医療機関で用いられる。

## 効能・効果
- 他の解熱剤では効果が期待できないか、あるいは他の解熱剤の投与が不可能な場合の緊急解熱[15]

主に周術期の疼痛、急性外傷、疝痛、癌性疼痛、その他の急性/慢性の疼痛、他の薬剤に反応しない高熱などに使用される。

## 警告
ショックなどの重篤な副作用が発現することがある。

## 禁忌
スルピリンは下記の患者には禁忌である。
- 製剤成分またはピラゾロン系化合物に対し過敏症の既往歴のある患者
- 先天性G-6PD欠乏症の患者
- 消化性潰瘍のある患者
- 重篤な血液の異常のある患者
- 重篤な肝障害のある患者
- 重篤な腎障害のある患者
- 重篤な心機能不全のある患者
- アスピリン喘息（非ステロイド性消炎鎮痛剤などによる喘息発作の誘発）またはその既往歴のある患者
- 急性ポルフィリン症の患者[4]
- 妊娠後期の妊婦[4]
- 授乳中の女性[4]
- 体重16kg未満の小児[4]

### 注意を要すべき場合
妊娠中の使用は避けるべきであるが、動物実験では先天性障害のリスクは最小限であることが確認されている。高齢者、肝臓や腎臓や心臓に障害のある患者、血液の異常のある患者、気管支喘息のある患者などへの使用は推奨されないが、やむを得ず投与する場合は、通常、低用量とすべきである。また、母乳中に排泄されるため、授乳中の使用は避ける必要がある。

## 副作用
重大な副作用として記載されているものは、下記の通りである。
- ショック
- 中毒性表皮壊死融解症、皮膚粘膜眼症候群、剥脱性皮膚炎
- 再生不良性貧血、無顆粒球症
- 黄疸
- 急性腎不全

スルピリンは、血液毒性の可能性があるが、他の非ステロイド性抗炎症薬（NSAID）に比べて、腎臓、心血管、胃腸への毒性は少ない。NSAIDと同様に、特に喘息患者において、気管支痙攣やアナフィラキシーを引き起こす可能性がある。また、スルホンアミド系薬剤と化学的に関連していることから、ポルフィリン症の急性発作を引き起こす可能性がある。無顆粒球症の相対的なリスクは、国によって大きく異なるようで、このリスクに関する意見は大きく分かれている。スルピリンの感受性には、遺伝的因子が重要な役割を果たしている可能性がある。ある集団は、他の集団よりもスルピリンによる無顆粒球症に罹患しやすいことが示唆されている。一例として、スルピリン関連の無顆粒球症は、スペイン人で少なく、英国人でより頻繁に見られる。
2016年のシステマティックレビューによると、スルピリンは上部消化管出血のリスクを1.4～2.7倍（相対リスク）と有意に増加させた。

## 相互作用
下記の相互作用が知られている。
| 医薬品名         | 相互作用の内容               |
| ---------------- | ---------------------------- |
| シクロスポリン   | 血中シクロスポリン濃度の低下 |
| クロルプロマジン | 低体温症の可能性             |
| メトトレキサート | 血液毒性の上昇               |

経口抗凝固薬、リチウム、カプトプリル、トリアムテレン、降圧薬もスルピリンと相互作用する可能性があり、他のピラゾロン系薬剤はこれらの物質と悪影響を及ぼすことが知られている。

## 薬理
詳しい作用機序は不明だが、脳や脊髄でのプロスタグランジンの合成阻害が関与しているのではないかと言われている。最近になって、スルピリンがプロドラッグであるという別の機序の可能性が提示された。他の研究者による検証はまだ行われていないが、この説では、スルピリン自体が分解されて、実際の活性物質である別の化学物質になり、そのカンナビノイド様物質とアラキドン酸の結合物が効果を発揮するとされる。にもかかわらず、動物を使った研究では、カンナビノイドのCB1受容体はスルピリンによる鎮痛には関与していないことが判明している。プロスタグランジン、特にプロスタグランジンE2による発熱を抑制すると思われるが、スルピリンはその代謝物、特にN-メチル-4-アミノアンチピリン（MAA）と4-アミノアンチピリン（AA）によって治療効果を発揮していると考えられる。 
| 代謝物                     | 略語 | 生理活性の有無 | 薬物動態特性                                                                                        |
| -------------------------- | ---- | -------------- | --------------------------------------------------------------------------------------------------- |
| N-methyl-4-aminoantipyrine | MAA  | 有             | バイオアベイラビリティ≒90％。血漿タンパク結合：58%。初回（経口）投与量の3±1％が尿中に排泄される。   |
| 4-aminoantipyrine          | AA   | 有             | バイオアベイラビリティ≒22.5％。血漿タンパク結合：48%。初回（経口）投与量の6±3％が尿中に排泄される。 |
| N-formyl-4-aminoantipyrine | FAA  | 無             | 血漿タンパク結合：18%。初回経口投与量の23±4％が尿中に排泄される。                                   |
| N-acetyl-4-aminoantipyrine | AAA  | 無             | 血漿タンパク結合：14%。初回経口投与量の26±8％が尿中に排泄される。                                   |

## 歴史
ルートヴィヒ・クノールは、エミール・フィッシャーの弟子であり、フェニルヒドラジンの発見を含むプリン体と糖の研究でノーベル賞を受賞した。1880年代、クノールはフェニルヒドラジンからキニーネ誘導体を作ろうとしたが、ピラゾール誘導体が生じ、これをメチル化してアンチピリンが合成された。この薬は「現代の解熱鎮痛剤の "母"」と呼ばれている。1893年には、アンチピリンの3倍の活性を持つアミノピリンが合成された:26–27。
さらにその後、1913年に誘導体であるメルブリン（アンチピリンアミノメタンスルホン酸ナトリウム CID 19145 - PubChem）が合成された。スルピリンはネオメルブリンとも呼ばれるメルブリンのN-メチル誘導体であり、アミノピリンのより可溶性のプロドラッグでもある:26–27。スルピリンは1922年にドイツで初めて販売された。

## 規制

メタミゾールの国別の法的地位（2014年4月現在）
灰色：データなし、先進国でなければ市販されている可能性が高い、Rxなので処方箋のみ。
水色：制限付きで店頭販売されている。
青色：処方箋のみで、使用制限がかなり限定されている。
橙色：処方箋のみで、使用には広範な制限がある。
赤：完全に禁止。

スルピリンは、いくつかの国では禁止されているが、他の国では処方箋で入手でき（強い警告を伴う場合もあれば、伴わない場合もある）、さらに他の国では一般薬として市販されている。例えば、スウェーデン（1974年）、米国（1977年）、インド（2013年、2014年に解禁）では承認が取り消されている。
2018年、スペインで数人の英国人が死亡したことを受けてスペインの調査機関が調査した処、死亡の要因として考えられるのは、メタミゾールの副作用で無顆粒球症を引き起こす可能性があることであった。

## 参考資料
1. 1 2 3 4 5  Brune, K (1997). “The early history of non-opioid analgesics”. Acute Pain 1:  33–40. doi:10.1016/S1366-0071(97)80033-2.
2. ↑  “Metamizole” (英語). Drugs.com. 2015年6月21日閲覧。
3. 1 2 3  “Dipyrone”. Martindale: The Complete Drug Reference.   Pharmaceutical Press (2013年12月13日). 2014年4月19日閲覧。
4. 1 2 3 4 5 6 7 8 9 10 11 12 13  “Fachinformation (Zusammenfassung der Merkmale des Arzneimittels) Novaminsulfon injekt 1000 mg Lichtenstein Novaminsulfon injekt 2500 mg Lichtenstein” (ドイツ語). Winthrop Arzneimittel GmbH.   Zinteva Pharm GmbH (2013年2月). 2014年4月19日閲覧。
5. 1 2 3 4 5 6 7  “[Drugs for postoperative analgesia: routine and new aspects. Part 1: non-opioids] [Drugs for postoperative analgesia: routine and new aspects. Part 1: non-opioids]” (ドイツ語). Der Anaesthesist 57 (4):  382–90. (April 2008). doi:10.1007/s00101-008-1326-x. PMID 18351305.
6. ↑  “KEGG DRUG: スルピリン水和物”. www.kegg.jp. 2021年10月3日閲覧。
7. ↑  日本国語大辞典, 日本大百科全書(ニッポニカ),精選版. “ピリン系薬剤(ぴりんけいやくざい)とは？ 意味や使い方”. コトバンク. 2023年7月23日閲覧。
8. ↑  Lutz, Mathias (November 2019). “Metamizole (Dipyrone) and the Liver: A Review of the Literature”. The Journal of Clinical Pharmacology 59 (11):  1433–1442. doi:10.1002/jcph.1512. PMID 31433499.
9. 1 2 3 4  “Nichtopioidanalgetika zur perioperativen Schmerztherapie [Non-opioid analgesics for perioperative pain therapy. Risks and rational basis for use]” (ドイツ語). Der Anaesthesist 53 (3):  263–80. (March 2004). doi:10.1007/s00101-003-0641-5. PMID 15021958.
10. ↑  Nikolova, Irina; Tencheva, Jasmina; Voinikov, Julian; Petkova, Valentina; Benbasat, Niko; Danchev, Nikolai (2014). “Metamizole: A Review Profile of a Well-Known “Forgotten” Drug. Part I: Pharmaceutical and Nonclinical Profile”. Biotechnology & Biotechnological Equipment 26 (6):  3329–3337. doi:10.5504/BBEQ.2012.0089. ISSN 1310-2818.
11. ↑  Fischer, Jnos; Ganellin, C. Robin (2006) (英語). Analogue-based Drug Discovery. John Wiley & Sons. p. 530. ISBN 9783527607495
12. 1 2 3  United Nations Department of Economic and Social Affairs (2005). Consolidated List of Products Whose Consumption and/or Sale Have Been Banned, Withdrawn, Severely Restricted of Not Approved by Governments (12th ed.). New York: United Nations. pp. 171–5 2013年4月3日閲覧。
13. ↑  “販売終了による後発医薬品のへの切替えについて”.   加納岩総合病院. 2023年7月23日閲覧。
14. ↑  “スルピリン注250mg「NP」”. www.info.pmda.go.jp. 2023年7月23日閲覧。
15. 1 2 3 4  “スルピリン注射液250mg「日医工」／スルピリン注射液500mg「日医工」添付文書”. www.info.pmda.go.jp. 2021年10月3日閲覧。
16. ↑  “Nonopioid analgesics for postoperative pain management”. Current Opinion in Anesthesiology 27 (5):  513–9. (October 2014). doi:10.1097/ACO.0000000000000113. PMID 25102238.
17. ↑  “Genetic determinants of metamizole metabolism modify the risk of developing anaphylaxis”. Pharmacogenetics and Genomics 25 (9):  462–4. (September 2015). doi:10.1097/FPC.0000000000000157. PMID 26111152.
18. ↑  “[Agranulocytosis from metamizole: a potential problem for the British population]”. Revista Clinica Espanola 209 (4):  176–9. (April 2009). doi:10.1016/s0014-2565(09)71310-4. PMID 19457324.
19. ↑  Andrade S, Bartels DB, Lange R, Sandford L, Gurwitz J (2016). “Safety of metamizole: a systematic review of the literature.”. J Clin Pharm Ther 41 (5):  459–77. doi:10.1111/jcpt.12422. PMID 27422768.
20. ↑  “Pharmacological characteristics of metamizole”. Polish Journal of Veterinary Sciences 17 (1):  207–14. (2014). doi:10.2478/pjvs-2014-0030. PMID 24724493.
21. ↑  “Involvement of cannabinoid CB1 receptors in the antinociceptive effect of dipyrone”. Journal of Neural Transmission 120 (11):  1533–8. (November 2013). doi:10.1007/s00702-013-1052-7. PMID 23784345.
22. ↑  “Dipyrone metabolite 4-MAA induces hypothermia and inhibits PGE2 -dependent and -independent fever while 4-AA only blocks PGE2 -dependent fever”. British Journal of Pharmacology 171 (15):  3666–79. (August 2014). doi:10.1111/bph.12717. PMC 4128064. PMID 24712707.
23. ↑  Nobel Committee Emil Fischer – Biographical
24. 1 2  Enrique Ravina. The Evolution of Drug Discovery: From Traditional Medicines to Modern Drugs. John Wiley & Sons, 2011 ISBN 9783527326693
25. ↑  New and Nonofficial Remedies: Melubrine. JAMA 61(11):869. 1913
26. ↑  Department of Economic and Social Affairs of the United Nations Secretariat Consolidated List of Products Whose Consumption and/or Sale Have Been Banned, Withdrawn, Severely Restricted or not Approved by Governments Fourteenth Issue (New data only) (January 2005 – October 2008): Pharmaceuticals United Nations – New York, 2009
27. ↑  “Novel bioactive metabolites of dipyrone (metamizol)”. Bioorganic & Medicinal Chemistry 20 (1):  101–7. (January 2012). doi:10.1016/j.bmc.2011.11.028. PMC 3248997. PMID 22172309.
28. ↑  “India's health ministry bans pioglitazone, metamizole, and flupentixol-melitracen”. BMJ 347:  f4366. (July 2013). doi:10.1136/bmj.f4366. PMID 23833116.
29. ↑  “Govt lifts ban on painkiller Analgin”. Business Standard India. (2014年3月19日)
30. ↑  
“Exclusive: southern spain hospitals in british expat hotspot issue warning for 'lethal' painkiller nolotil”. 2018年4月27日閲覧。